# مقاربة المريض

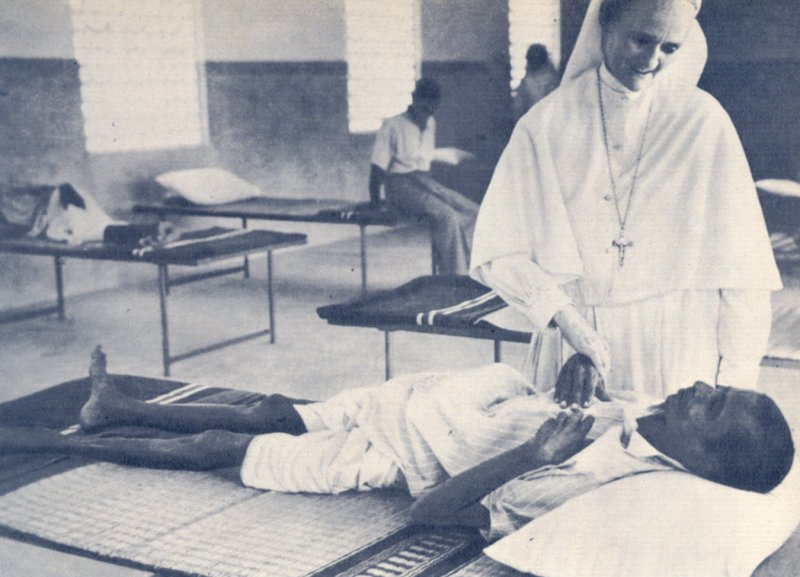
راهبة ساليسيانيّة تقوم بالعناية الطبيّة لمريض

مقاربة المريض (بالإنجليزية : Approach to the patient ) تتمثل في التعامل الكلي بين الطاقم الطبي وعلى رأسهم الطبيب وبين المريض بداية من دخوله إلى دار الرعاية الصحية أو المستشفى وحتى إتمام العلاج .

## الواجبات المهنية
تبدأ واجبات الطبيب المهنية، وهي التصرفات التي يتوقعها منه الناس والقانون وزملاؤه، منذ اليوم الأول كطالب طب وتستمر خلال كامل حياته المهنية.
فبالتحاق الطالب بكلية الطب قد أثبت أنه يمتلك قدرًا كبيرًا من الذكاء والعزيمة، ولكن هناك المزيد من المقومات التي يحتاج إليها لكي يكون طبيبًا ناجحًا بغض النظر عن الكفاءة العقلية والعملية التي تميزه. وفي حين أن بعض الأشخاص يتمتعون بطبيعتهم بقدرات عملية أكبر، وبخاصة عند الحاجة للإدراك المكاني والتعامل مع المرضى، إلا أن هذه الأشياء يمكن تعلمها بدرجة معينة. و لكن الطبيب الناجح هو في الأساس الشخص المهتم بالناس. قد تكون الصفات التي يبحث عنها الناس في الطبيب واضحة لكنها يجب أن تشكل أساس التواصل في جميع الأحوال.

### الخصائص التي يرغب المرضى بتوفرها في الطبيب
- الإنسانية.
- الكفاءة .
- الدقة.
- الانفتاح.
- المسؤولية.
- الاستجابة.

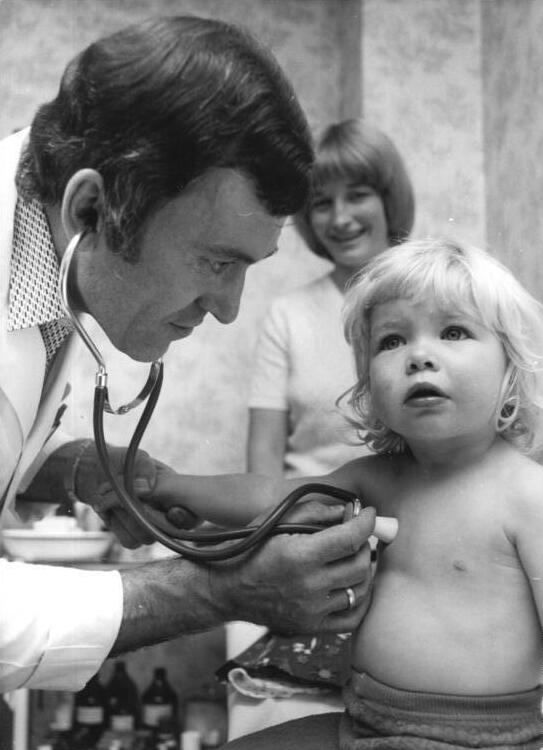
فحص سريري لطفل.

- مشاركة المريض في عملية صنع القرار.
- الموثوقية.
- توفير الوقت الكافي للإصغاء للمريض.[1]

ومن الطرق التي يمكن للطبيب اللجوء إليها للتوفيق بين هذه التوقعات ونقص خبراته أو معرفته بهذه المهارات هي أن يضع نفسه في مكان المريض أو أقاربه.
فيحاول جاهدًا أن يفكر بالطريقة التي يرغب بتلقي الرعاية بها في حال كان في نفس الموقف وأن يعترف بأنه مختلف عمن يتواصل معه وأن الأشياء التي يفضلها قد تكون مختلفة بينهم.
إن معظم الأطباء يغيرون طريقة مقاربتهم للمرضى ورعايتهم بهم بشكل جذري بعد أن يمروا بتجارب يصبحون فيها هم المرضى أو أقارب للمرضى. و كمثال على ذلك يتذكر الطبيب الإحساس بمشاعر الآخرين، حيث يستجيب للمريض بطريقة يظهر فيها أنه يربط بين إحساس المريض وبين شعوره بهذا الإحساس. ويمتلك كل من الأطباء والممرضات وكل من له علاقة بالرعاية الصحية تأثيرًا عميقًا على تجارب المرضى وإحساسهم بالكرامة. فحين يتعامل الطبيب مع المريض يتوجب عليه دومًا الحفاظ على كرامته من خلال التأكد من النقاط التالية:
1. الموقف ( Attitude ): ماذا سيكون موقف الطبيب لو كان في مكان هذا المريض؟
2. السلوك ( Behaviour ): على الطبيب دائمًا أن يتعامل مع المريض بلطف واحترام.
3. التعاطف ( Compassion ): على الطبيب أن يحاول أن يعرف الحياة التي يعيشها المريض مع مرضه.
4. الحوار ( حوار ): كما يحاول الطبيب مناقشة المريض وفهمه.

## الخصوصيةوالموافقة
خلال العمل كطالب طب وكطبيب يتلقى معلومات خاصة وشخصية حول المرضى وعائلاتهم. إن هذه المعلومات تتمتع بالخصوصية ( سرية (مبدأ) ) حتى بعد وفاة المريض. وهذه قاعدة عامة، وإن تطبيقاتها القضائية تختلف من دولة لأخرى. فعند ممارسة مهنة الطب في المملكة المتحدة يجب اتباع الخطوط الإرشادية المحددة من قبل المجلس الطبي العام ( GMC أو general medical council).

### واجبات الطبيب
مقتبسة عن المجلس الطبى العام (GMC) 
- إن الرعاية بالمريض هي هم الأول للطبيب.
- على الطبيب أن يحمي صحة المرضى والناس ويعززها.
- على الطبيب أن يقدم معايير جيدة من الممارسة الطبية والرعاية الصحية :

فيحافظ على تطوير معلوماته ومهاراته الطبية، ويعرف إمكانياته ويعمل في إطار هذه الإمكانيات، ويعمل مع زملائك في سبيل خدمة المريض.
- الطبيب يعالج المريض كإنسان يهمه أمره ويحترم كرامته ويعامله بأدب وتقدير ويحترم خصوصيته.
- الطبيب يعتبر المريض شريكًا له في العلاج:

فيصغي إلى المريض ويستجيب لمخاوفه وتفضيلاته، ويقدم للمريض المعلومات بطريقة يمكنه أن يفهمها، ويحترم حق المريض في المشاركة باتخاذ قرارات الرعاية به، ويشجع المريض على المشاركة بالرعاية بنفسه لتحقيق التحسن والمحافظة على صحته.
- على الطبيب دائمًا أن يكون صادقًا ومنفتحًا ويتصرف باستقامة وأمانة:

فيتحرك دون تأخير إذا شعر بأن أحد الزملاء الآخرين يعرض المرضى للخطر، ولا يميز على الإطلاق بين المرضى والزملاء، ولا يسيء معاملة المريض على الإطلاق أو يسيء إلى ثقة الناس بمهنة الطب.
وهناك استثناءات للقواعد العامة التي تحكم خصوصية المرضى، وذلك حين يؤدى عدم الكشف عن هذه المعلومات أو وضع المريض أو غيره موضع الخطر أو الموت، أو حين يمكن الكشف عن هذه المعلومات أن يساعد في منع حدوث جريمة معينة أو كشف النقاب عنها. فإذا وجد نفسه في مثل هذا الموقف كطالب فعليه الاتصال بالطبيب المشرف المسؤول عن رعاية المريض مباشرة وإعلامه بالحالة.
علي الطبيب أن يقوم بجميع الخطوات المسؤولة للتأكد من أن لقاؤه مع المريض وفحصه للمريض سيتم في ظروف مناسبة من الخصوصية. وعلى الطبيب المعالج أيضًا ألا يقوم أبدًا بمناقشة أي شيء مع المريض بوجود أحد آخر وأن يتجنب ترك سجلات المريض سواء كانت على الورق أو الشاشة حيث يمكن أن يشاهدها المرضى الآخرون أو أعضاء الطاقم الطبي غير المفوضين بمعرفة هذة المعلومات الخاصة أو أي أحد من الناس. 
ويجب على الطبيب أيضًا التأكد من أنه قد حصل على موافقة المريض أو على أي تفويض آخر ضروري قبل إجراء أي فحص أو استقصاء أو إجراء أي معالجة أو إدخال المريض في التدريس عن حالته المرضية أو الأبحاث. وحتى بعد أن يوقع الطبيب على أي معلومات خاصة بالمريض فعليه ألا يفصح إلا عن المعلومات المطلوبة منه فقط. وعند وجود أي شك فإن عليه أن يناقش التقرير مع المريض بحيث يصبح على بينة من المعلومات التي ستذهب إلى طرف ثالث. كما يجب على الطبيب دائما تسجيل ما يعثر عليه بشكل واضح في ملف المريض بعد الحديث معه.
تعتبر هذه السجلات خاصة ويجب تخزينها في مكان آمن. وهي تشكل كذلك وثائق قضائية يمكن أن تستخدم في المحكمة .
إن الاحتفاظ بسجلات دقيقة وحديثة حول حالة المريض يشكل جزءًا أساسيًّا من الرعاية الجيدة بالمريض.

## المسؤوليات الشخصية
على الطبيب دائمًا أن يعتني بنفسه ويحافظ على صحته الخاصة. فيجب عليه التسجيل مع طبيب عام استشارته عند الحاجة عوضًا عن أن يعتمد على التشخيص والمعالجة الذاتية. وإذا كان يعرف أو يعتقد بأنه يعاني من حالة مهمة يمكن أن تنتقل إلى المرضى أو وجد قدرته على التقييم أو الأداء الطبي يمكن أن تتأثر بالحالة التي يعاني منها أو معالجتها فعليه أن يستشير الطبيب العام الخاص به، والذي قد يوجهه نحو استشارة ثانوية. ويلزم الالتزام بنصائح الطبيب العام حول الاستقصاءات والمعالجة والتعديلات التي يجب أن تطرأ على العمل. وعليه أيضًا أن يحمي نفسه ومرضاه وزملاءه من خلال التطعيمات ضد الأمراض الخطيرة المعدية التي تتوفر لها لقاحات خاصة بها مثل التهاب الكبد B.
إن مجال مهنة الطب هو مجال مقدس وينبغي ألا يستخدم للسعي وراء العلاقات العاطفية أو الجنسية مع المرضى أو ذويهم. ولا يفضل للطبيب أن يقدم الرعاية الطبية لأى شخص تربطه به علاقة شخصية قوية. ولا ينبغي على الطبيب المعالج أن يعبر عن معتقداته الشخصية للمرضى، بما في ذلك المعتقدات السياسية أو الدينية أو الأخلاقية بطريقة يستغل فيها ضعفهم أو يؤدي فيها إلى إزعاجهم.

## الثياب والتصرف

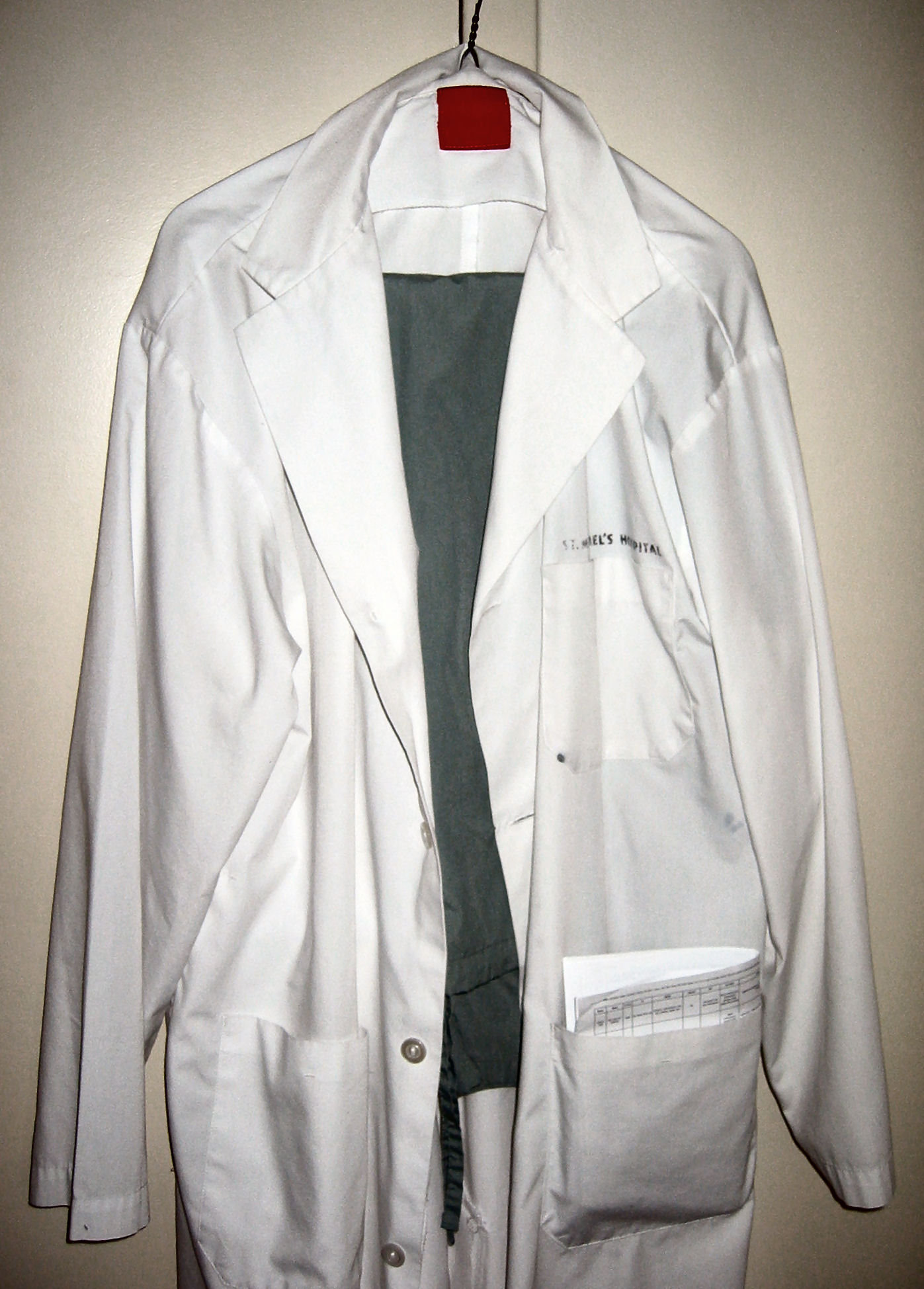
رداء الأطباء الأبيض

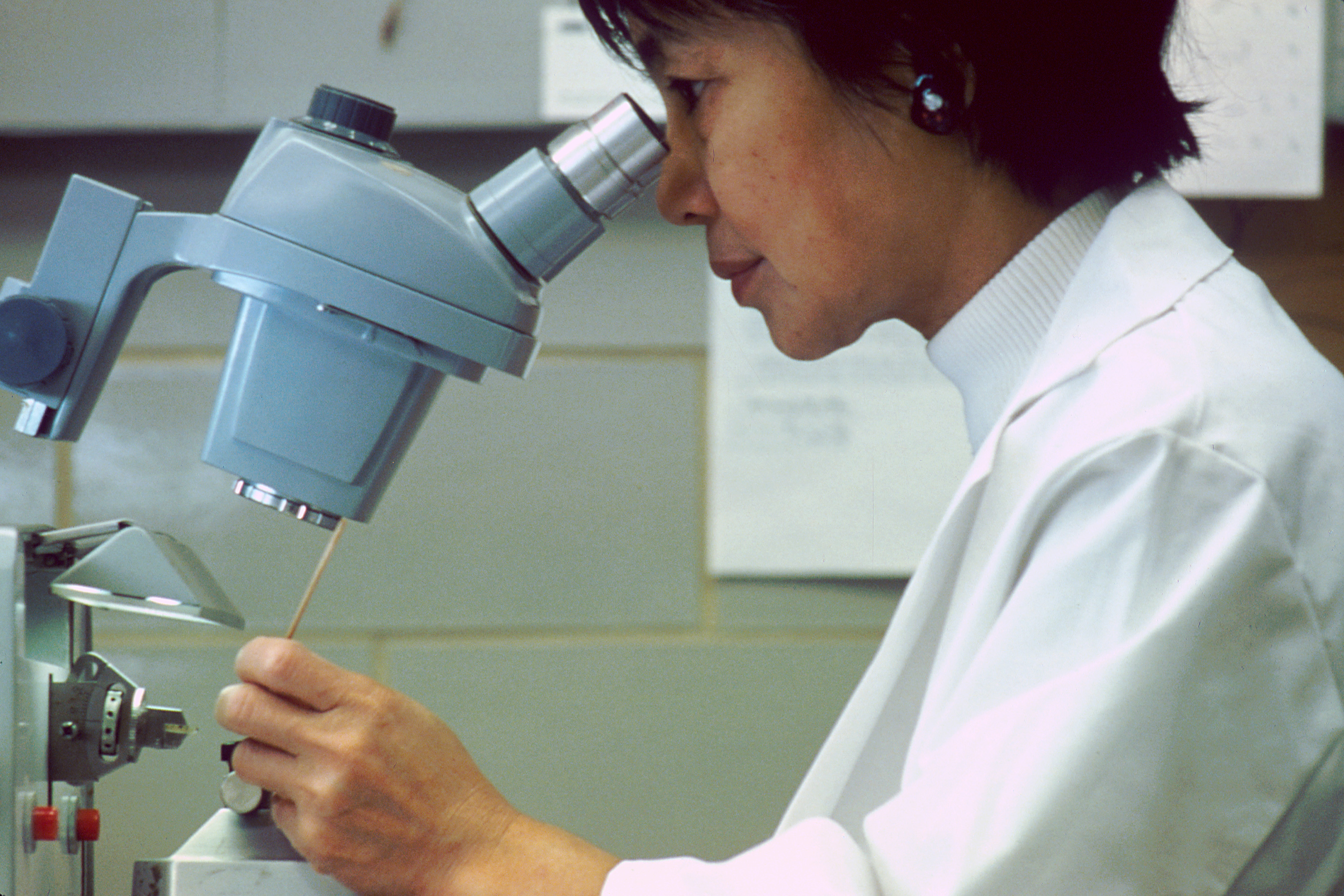
ارتداء المعطف في أثناء العمل الطبي

يشكل مظهر الثياب أمرًا هامًّا في إقامة علاقة جيدة بين الطبيب والمريض.
فيجب ألا يؤدي طراز الملابس التي يرتديها الطبيب وتصرفاته بشكل عام إلى انزعاج المريض أو الزملاء. ويبقى التعبير عن شخصية الطبيب أمرًا ثانويًّا. ويعتبر الثوب الأنيق والمعتدل مناسبا للطبيب. فقد يؤدي كشف الصدر أو الخصر أو الساقين إلى الإحراج وإعاقة التواصل. ينبغي أن تكون الأكمام إما قصيرة (ثلاثة أرباع الطول) أو مثنية لأعلى مستوى الرسغ قبل البدء بفحص المرضى أو إجراء أي تدخلات. يتيح ذلك تطهير اليدين بشكل جيد مع إنقاص نسبة انتقال الجراثيم. أما الطبيبات فعليهن ربط شعرهن الطويل إلى الخلف والمحافظة على زينتهن بسيطة ومحدودة بحيث لا تعيق غسيل اليدين وتعقيمهما أو فحص المرضى. وتطالب معظم كليات الطب أو المستشفيات طلابها و أطباءها بارتداء الرداء الأبيض الذي يضفي برأيهم طابعًا من الاختصاصية والهوية على الطبيب.
لقد كان الرداء الأبيض يعتبر في الماضي حاجزًا ضد انتقال الجراثيم، رغم أن بعض الأدلة قد أشارت مؤخرًا إلى عكس ذلك. على أية حال، إذا كان الطبيب يرتدي الرداء الأبيض فيجب عليه أن يكون نظيفًا وأنيقًا. 
حين يلتقي الطبيب بأي مريض أو أحد أقاربه فعليه أن يقدم نفسه بشكل كامل وواضح. ودائمًا ما تساعد الابتسامة الودودة على جعل الطرف الآخر مرتاحًا في التعامل. يتعين على الطبيب دائمًا وضع لوحة اسمية يمكن رؤيتها بسهولة من قبل المريض (أي ليست مثبتة مثلا بمستوى الخصر). كما تعتمد الطريقة التي يتحدث بها الطبيب إلى مرضاه على أعمارهم وبيئتهم وثقافتهم. وبشكل عام لا يفضل كبار السن أن تتم مناداتهم باسمهم الأول، ومن الأفضل سؤال المرضى المسنين عن الطريقة التي يفضلون مناداتهم بها.

## مهارات التواصل

اهم 7 مهارات للتواصل الفعال

يكمن قدر كبير من فن الطب في مهارات التواصل ( اتصال skills ).
إن الأطباء الذين يتواصلون بشكل جيد يكونون عادة قادرين على كشف مشكلة المريض بشكل أسرع وأدق، كما أن مرضاهم يستفيدون أكثر لأنهم يفهمون حالتهم وتدبيرها بشكل أفضل. تشكل مهارات التواصل الجيدة الجزء الأكثر أهمية من الطبيب الجيد. وهي ينبغي دومًا أن تشمل ما يلي:
- المحافظة على التواصل البصري بشكل جيد.
- التأكد من المعلومات المسبقة لدى المريض أو مدى فهمه للحالة.
- الإصغاء للمريض بفعالية.
- تشجيع التواصل اللغوي وغير اللغوي.
- تجنب المفردات العامية والمصطلحات الطبية المعقدة.
- السؤال عن برنامج حياة المريض وأخذه بعين الاعتبار.
- القدرة على مناقشة القضايا الصعبة.
- التقدم بإيقاع مريح للمريض.

على العكس من ذلك فإن مهارات التواصل السيئة تترافق مع زيادة نسبة المشاكل الطبية القضائية.
إن مراجعة المقابلة والفحص السريري التي تم تسجيلها بواسطة الفيديو بوجود الطبيب المشرف هي طريقة مفيدة للغاية في إلقاء الضوء على طريقة التواصل مع المريض وتحسينها حيث تفيد الأطباء على جميع المستويات. على الطبيب ألا يكون راضيًا عن مهارات التواصل لديه على الإطلاق، فهي تتطور مع الخبرة ويمكن دائمًا أن تكون أفضل.

## التوقعات والاحترام
إن الصورة التي يرسمها الأدب والإعلام عن الأطباء هي عادة لأشخاص يمتلكون حدسًا خارقًا ويتمكنون من تشخيص حالات نادرة بشكل رائع وينقذون حياة مرضاهم من خلال إجراء تدخلات مذهلة، لكن الممارسة الطبية في الحياة الواقعية تختلف.
إن قدرا كبيرا من مهنة الطب يشمل التعامل مع مرضى يعانون من حالات مختلفة من أمراض مزمنة قد لا يكون الطب التقليدي فيها قادرًا إلا على تأمين بعض المعالجة الداعمة على المدى الطويل.
إن الطبيب الأفضل هو الطبيب الأكثر تواضعًا. وينبع ذلك من فكرة أن بني البشر هم أكثر تعقيدًا وتطلبًا مما يمكن للمرء أن يتخيل. بالإضافة إلى ذلك فهو يفهم أن ما يدعى بالحكمة الطبية هو مفهوم غير مكتمل في أحسن حالاته، بل عادة ما يكون خاطئا.

## غسل اليدين والنظافة

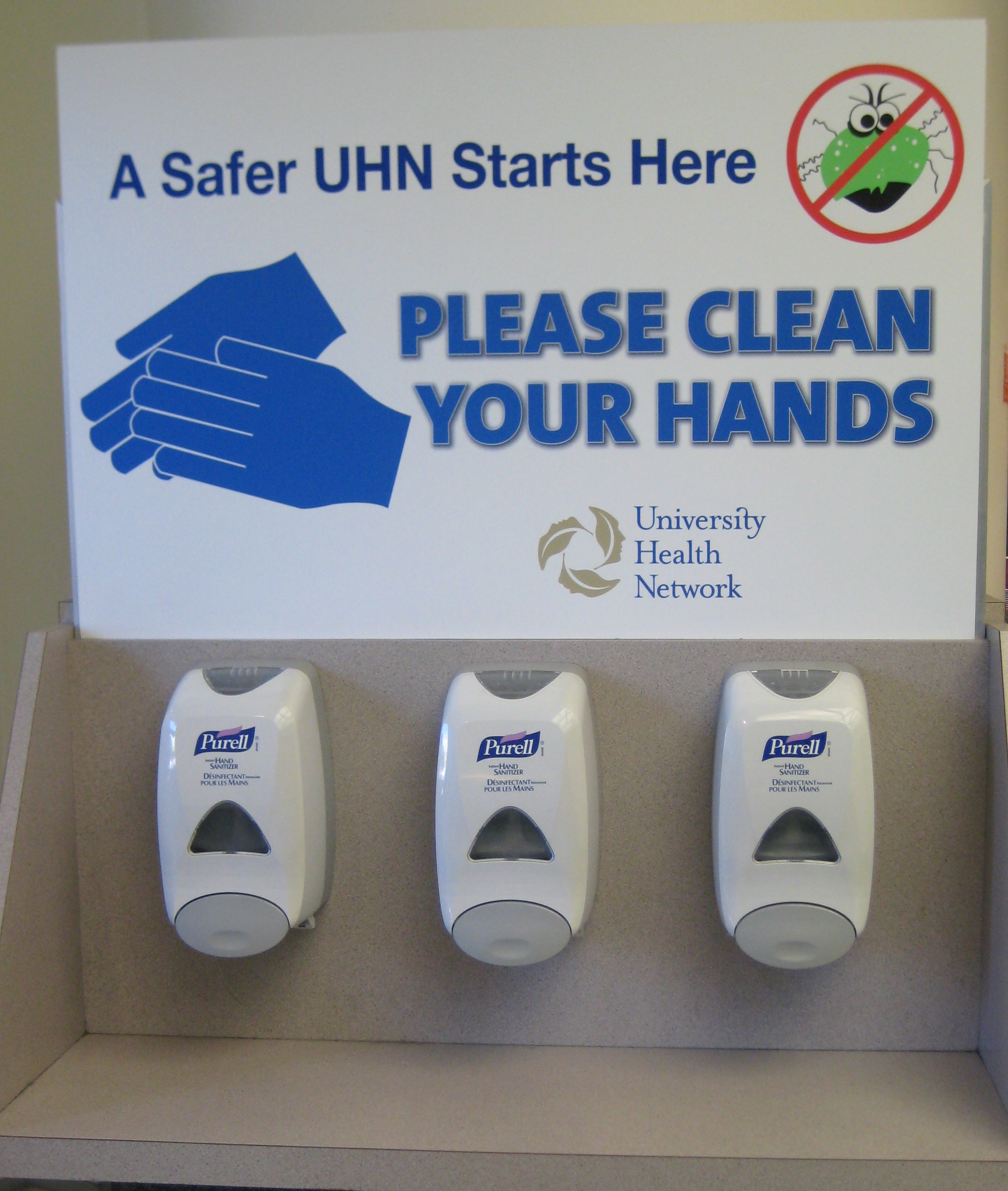
محطة تنظيف لليدين عند مدخل مشفى تورنتو العام

يشكل انتقال العوامل الممرضة من أيدي العاملين في مجال الرعاية الصحية إلى المرضى من المصادر الرئيسية لانتقال الأمراض في المستشفيات والتدخلات الجراحية ودور الرعاية الصحية. وتحدث الجراثيم المنتقلة عبر العاملين في الرعاية الصحية في الوقت الحاضر في نسبة تصل إلى 10% من قبولات المستشفيات، وهي تؤدي إلى وفاة 5000 شخصا في المملكة المتحدة في كل عام.

### الجراثيم التي يمكن أن تنتقل عبر أيدي العاملين في الرعاية الصحية

#### الجراثيم المنتقلة عبر العاملين في الرعاية الصحية
- المكورات العنقودية الذهبية المقاومة للميثيسيلين (MRSA) .
- المطثية الصعبة .

#### الجراثيم المؤدية إلى الإسهال
- السلمونيلا .
- الشيغيلا .
- الإشريكية القولونية H70157 .
- النوروفيروس .

#### الجراثيم التنفسية
- الإنفلونزا .
- الزكام الشائع .
- فيروس مخلوي تنفسي .

#### جراثيم أخرى
- التهاب الكبد A .

ويشكل غسل اليدين الطريقة الأكثر فعالية في الوقاية من انتشار الجراثيم. ولكن الأطباء والممرضات لا يقومون عادة بغسيل أيديهم بعد فحص كل مريض بسبب غياب مواد تنظيف اليدين أو المرافق الخاصة بالنظافة، كما يتهمون عدم توفر الوقت الكافي لذلك. إن مسؤولية الطبيب هي الوقاية من انتشار الجراثيم فيجب غسل اليدين بشكل روتيني بعد أي فحص سريري للمريض.
- إذا كانت اليدان لا تبدوان متسختين فيجب غسلهما بالماء والصابون أو استخدام مواد التطهير الكحولية.
- يجب دائمًا وأبدًا ارتداء القفازات الجراحية عند التماس مع الدم أو الأغشية المخاطية أو الجلد غير السليم.

## وصلات خارجية
- مراكز السيطرة على الأمراض والوقاية منها المتعلقة بنظافة اليدين
- لماذا لا يغسل الأطباء أيديهم أكثر؟
- اليوم العالمي لغسل اليدين